# 南策文
南策文（1962年11月—），男，湖北浠水人，中国材料科学专家，清华大学、武汉理工大学教授。

## 生平
生于湖北浠水，原籍湖北浠水。1982年毕业于华东理工大学无机材料系，1985年获该校硕士学位，1992年获武汉理工大学博士学位。